# Niewiarowo
Niewiarowo [ɲevjaˈrɔvɔ] est un village polonais de la gmina de Trzcianne dans le powiat de Mońki et dans la voïvodie de Podlachie. Il se situe à environ 6 kilomètres au nord-est de Trzcianne, à 6 kilomètres au sud-ouest de Mońki et à 39 kilomètres au nord-ouest de Bialystok.